# Elugelab
Elugelab era il nome di una delle isole costituenti Enewetak, atollo delle Isole Marshall.

## Storia
L'isola esistette fino al 1952. Durante questo periodo infatti gli Stati Uniti decisero di sperimentare il primo ordigno termonucleare sull'isola. Il 1º novembre 1952 la prima bomba all'idrogeno della storia fu fatta detonare, durante l'Operation Ivy, sulla superficie di Elugelab. L'esplosione scavò un cratere che spazzò via completamente l'isola.